# Плуси (Пултуський повіт)
Плуси (пол. Płusy) — село в Польщі, у гміні Обрите Пултуського повіту Мазовецького воєводства.
Населення — 101 особа (2011).
У 1975-1998 роках село належало до Остроленцького воєводства.

## Демографія
Демографічна структура станом на 31 березня 2011 року:
|          | Загалом | Допрацездатний вік | Працездатний вік | Постпрацездатний вік |
| -------- | ------- | ------------------ | ---------------- | -------------------- |
| Чоловіки | 48      | 17                 | 25               | 6                    |
| Жінки    | 53      | 14                 | 27               | 12                   |
| Разом    | 101     | 31                 | 52               | 18                   |